# Norberto Conde
Norberto Conde (Buenos Aires, 14 maart 1931 – aldaar, 8 september 2014) was een Argentijnse voetballer.
Conde begon zijn carrière bij Vélez Sarsfield en speelde zijn eerste wedstrijd voor het eerste elftal op 6 april 1952 tegen CA Banfield. Hij speelde 224 wedstrijden voor de club en scoorde 108 keer waardoor hij een van de topscorers is voor de club. In 1953 was hij een sleutelspeler in het vicekampioenschap van de club. Een jaar later werd hij zelfs topschutter van de competitie. Vanaf 1959 speelde hij bij meerdere clubs en in 1966 beëindigde hij zijn carrière in Colombia.
Hij speelde ook drie jaar voor de nationale ploeg en won in 1955 het Zuid-Amerikaans kampioenschap met zijn team.